# Liste von Kraftwerken in Rumänien
Die Kraftwerke in Rumänien werden sowohl auf einer Karte als auch in Tabellen (mit Kennzahlen) dargestellt. Die Liste ist nicht vollständig.

## Installierte Leistung und Jahreserzeugung
Laut CIA verfügte Rumänien im Jahr 2020 über eine (geschätzte) installierte Leistung von 20,528 GW; der Stromverbrauch lag bei 50,039 Mrd. kWh. Der Elektrifizierungsgrad lag 2021 bei 100 %. Rumänien war 2020 ein Nettoimporteur von Elektrizität; es exportierte 5,459 Mrd. kWh und importierte 8,252 Mrd. kWh.
Laut der Energy Information Administration (EIA) stieg die installierte Leistung von 16 GW im Jahr 1980 auf 20 GW im Jahr 2021; die Jahreserzeugung sank von 64 Mrd. kWh im Jahr 1980 auf 55 Mrd. kWh im Jahr 2021.
Installierte Leistung (in GW). Quelle: EIA
Jahreserzeugung (in Mrd. kWh). Quelle: EIA

## Karte
| Brădișor |

| Cernavodă |

| Drăgan |

| Eisernes Tor 1 |

| Eisernes Tor 2 |

| Fântânele |

| Gura |

| Iernut |

| Ișalnița |

| Izvorul |

| Lotru |

| Mărișelu |

| Mintia |

| Oașa |

| Petrom |

| Rovinari |

| Ruieni |

| Șugag |

| Tismana |

| Turceni |

| Vidraru |

| Bukarest Süd |

## Kernkraftwerke
Die Kernenergie hatte 2011 einen Anteil von 19 Prozent an der Gesamtstromerzeugung; laut IAEA liegt der Anteil derzeit bei 17,2 % (Stand: Dezember 2019).
| Name      | Block | Reaktor- typ | Modell  | Status     | Leistung [MWe] | Leistung [MWe] | Bau- beginn | Erste Netz- synchro- nisation | Kommer- zieller Betrieb (geplant) | Abschal- tung (geplant) | Ein- speisung [TWh] |
| Name      | Block | Reaktor- typ | Modell  | Status     | Netto          | Brutto         | Bau- beginn | Erste Netz- synchro- nisation | Kommer- zieller Betrieb (geplant) | Abschal- tung (geplant) | Ein- speisung [TWh] |
| --------- | ----- | ------------ | ------- | ---------- | -------------- | -------------- | ----------- | ----------------------------- | --------------------------------- | ----------------------- | ------------------- |
| Cernavodă | 1     | PHWR         | CANDU 6 | In Betrieb | 650            | 706            | 01.07.1982  | 11.07.1996                    | 02.12.1996                        | –                       | 114,28              |
| Cernavodă | 2     | PHWR         | CANDU 6 | In Betrieb | 650            | 705            | 01.07.1983  | 07.08.2007                    | 01.11.2007                        | –                       | 60,69               |

1. ↑  Der Bau von Block 2 war vom 1. Dezember 1990 bis zum 8. Oktober 2001 unterbrochen.

## Wärmekraftwerke
In der Tabelle sind nur Kraftwerke mit einer installierten Leistung > 600 MW aufgeführt.
| Name des Kraftwerks | Inst. Leistung (MW) | Brennstoff          | Status     |
| ------------------- | ------------------- | ------------------- | ---------- |
| Iernut-Luduș        | 800                 | Erdgas              | in Betrieb |
| Ișalnița            | 630                 | Braunkohle          | in Betrieb |
| Mintia-Deva         | 1.285               | Kohle               | in Betrieb |
| Petrom Brazi        | 860                 | Erdgas              | in Betrieb |
| Rovinari            | 1.320               | Braunkohle          | in Betrieb |
| Turceni             | 1.320               | Braunkohle          | in Betrieb |
| Bukarest Süd        | 500                 | Erdgas und Schweröl | in Betrieb |

## Wasserkraftwerke
In der Tabelle sind nur Wasserkraftwerke mit einer installierten Leistung > 100 MW aufgeführt.
| Name des Kraftwerks | Inst. Leistung (MW) | Fluss          | Status     |
| ------------------- | ------------------- | -------------- | ---------- |
| Brădișor            | 115                 | Lotru          | in Betrieb |
| Drăgan              | 146                 | Drăgan         | in Betrieb |
| Eisernes Tor 1      | 2.192               | Donau          | in Betrieb |
| Eisernes Tor 2      | 550                 | Donau          | in Betrieb |
| Gura Apelor         | 331                 | Râul Mare      | in Betrieb |
| Izvorul Muntelui    | 210                 | Bistrița       | in Betrieb |
| Lotru-Ciunget       | 510                 | Lotru          | in Betrieb |
| Mărișelu            | 221                 | Someș          | in Betrieb |
| Oașa                | 150                 | Sebeș          | in Betrieb |
| Ruieni              | 140                 | Bistra Mărului | in Betrieb |
| Șugag               | 150                 | Sebeș          | in Betrieb |
| Tismana             | 106                 | Motru          | in Betrieb |
| Vidraru             | 220                 | Argeș          | in Betrieb |

1. 1 2  Es handelt sich um ein binationales Kraftwerk.

## Windkraftanlagen
Ende 2022 waren in Rumänien Windkraftanlagen (WKA) mit einer installierten Leistung von 3029 MW in Betrieb.
| Name des Windparks | Inst. Leistung (MW) | Anzahl | Status               |
| ------------------ | ------------------- | ------ | -------------------- |
| Cernavodă          | 138                 | 46     | seit 2010 in Betrieb |
| Elcomex EOL        | 119,6               | 52     | in Betrieb           |
| Fântânele-Cogealac | 600                 | 240    | seit 2012 in Betrieb |